# Charles Borah
Charles Borah (Estados Unidos, 11 de noviembre de 1905-11 de abril de 1980) fue un atleta estadounidense, especialista en la prueba de 4 x 100 m en la que llegó a ser campeón olímpico en 1928.

## Carrera deportiva
En los JJ. OO. de Ámsterdam 1928 ganó la medalla de oro en los relevos 4 x 100 metros, con un tiempo de 41.0 segundos que fue récord del mundo, llegando a meta por delante de Alemania (plata) y Reino Unido (bronce), siendo sus compañeros de equipo: Frank Wykoff, James Quinn y Henry Russell.